# Bungee jumping

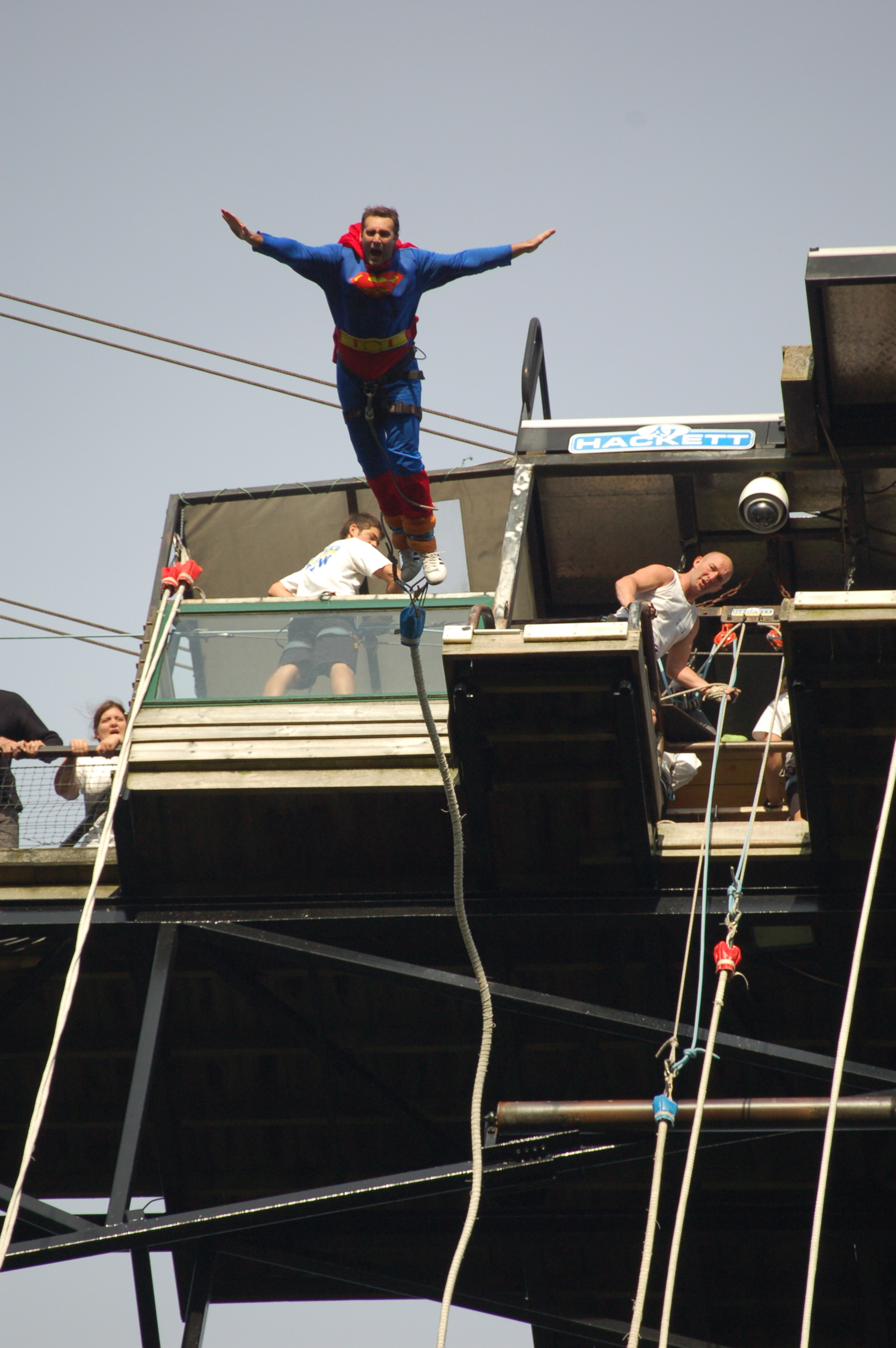
Salto bunghio, Viadotto della Souleuvre (Normandia)

Il bungee jumping (in italiano salto con l'elastico) è un'attività sportiva che consiste nel lanciarsi da un luogo elevato (per esempio un ponte) dopo essere stati imbracati con una corda elastica. Un'estremità della corda è fissata al corpo della persona che si lancia (in genere alle caviglie) e l'altra al punto da cui avviene il lancio.

## Generalità
La pratica ha preso ispirazione da un rituale d'iniziazione nell'Isola di Pentecoste, facente parte dell'arcipelago delle Isole Nuove Ebridi (che formano la repubblica di Vanuatu), al largo dell'oceano Pacifico. In questo rituale, che si perde nella notte dei tempi, un giovane doveva, per dimostrare il proprio coraggio, lanciarsi da una altezza di dieci e più metri (tipicamente da un alto albero) avendo legata ad una caviglia una liana lunga poco meno dell'altezza da cui avveniva il salto. Si trattava di un rituale pericoloso e doloroso, non solo per la possibilità di rottura della corda, ma anche perché la liana era poco elastica e quindi lo strappo conseguente alla fine del lancio era forte e traumatico.
Viceversa l'attività praticata ora usa corde molto sicure ed elastiche che rendono molto graduale la decelerazione dopo la caduta libera; perciò chi lo pratica al giorno d'oggi lo vive come un gioco e si lancia per provare emozioni, "sentire l'adrenalina", sfidare la forza di gravità e superare i propri limiti. Dal 1993, anno in cui venne costruito il primo elastico da lancio, più di un milione di persone nel mondo si è lanciato e si è abbandonato alla forza gravitazionale. I primi salti vennero effettuati negli anni settanta ma erano illegali; si usavano cavi di caucciù, non molto sicuri. Oggi l'attrezzatura consiste di materiale da alpinismo omologato e materiale specifico da bungee.

## Preparazione
Una volta giunti sul sito di lancio è ormai prassi dovere compilare e firmare una serie di documenti che non solo declinano la ditta da ogni responsabilità ma autocertificano lo stato di buona salute. Fatto questo si dichiara il peso e si viene imbragati per il lancio. Fuori pedana si viene fissati all'elastico tramite le 2 cavigliere e alla corda di sicurezza tramite l'imbragatura d'alpinismo. Fatto questo viene spiegato il salto e si viene accompagnati alla pedana di lancio. Qui tramite un countdown si riceve l'ordine di lancio.

## Attrezzatura

### Elastico
L'elastico del bungee jumping viene fissato alla piattaforma e alle caviglie del saltatore (tramite 2 cavigliere) ed è costituito da una piattina (una striscia di venti fili di lattice incollati) passata circa cinquanta volte tra due anelli; una seconda serie di piattine viene poi applicata alla prima, per rinsaldare la corda ottenuta. L'elastico può estendersi fino al 650% della sua lunghezza iniziale e pesa all'incirca 50 kg. Nonostante offra una sicurezza pressoché totale per circa 1000 lanci, viene comunque sostituito dopo poco più di 200 salti. Il costo medio di un elastico è all'incirca di 4000-5000 €. A seconda del peso del lanciatore viene utilizzata una corda diversa.

### Corda di sicurezza
Questa parallela all'elastico ed è una corda da alpinismo ad alta resistenza agli strappi. Nel caso l'elastico dovesse rompersi, entra in gioco la corda di sicurezza, legata al saltatore tramite un imbraco da alpinismo.

### Imbracatura
L'imbracatura è composta da 2 elementi: cavigliere e imbrago da alpinismo. Le cavigliere sono di tessuti ad alta resistenza, fissati tramite del velcro e munite di strisce che consentono l'aggancio, tramite moschettoni, all'elastico. L'imbrago d'alpinismo invece viene fissato al bacino e al torace, questo serve solo da attacco alla corda di sicurezza.

## Lancio
Si svolge da una pedana opportunamente fissata alla zona di lancio (ponte o gru che sia). Seguiti sempre dal personale si viene "spinti" al lancio tramite countdown. Di norma ci si deve spingere in avanti, con la faccia rivolta verso la caduta e braccia aperte.
Qui abbiamo diverse fasi:
- Caduta libera: durante la quale l'elastico ancora non è in tiro. In base all'altezza del punto di lancio e alla lunghezza dell'elastico, la caduta imprime una certa velocità e accelerazione di gravità. In teoria con soli 3 secondi di caduta libera si dovrebbero raggiungere i 97 km/h, ma la resistenza aerodinamica del corpo umano abbinata al peso dell'elastico stesso che aiuta a vincere questa resistenza diminuiscono la velocità di caduta.
- Messa in tiro dell'elastico: in questa fase l'elastico entra in tensione, cominciando la sua fase di allungamento: si percepisce lo strattone. A seconda della posizione del corpo, questa fase viene percepita in modo diverso: normalmente durante la fase di caduta libera il corpo assume gradualmente una posizione quasi verticale, ma può accadere che tale piega non si completi, rendendo lo strattone più violento.
- Allungamento elastico: qui si continua a cadere verso il basso, con una notevole decelerazione, dovuta all'elastico che si allunga.
- 1° rimbalzo: la forza elastica accumulata dalla corda viene restituita e si ritorna verso l'alto con conseguente ricaduta in basso.
- 2° rimbalzo: dovuto alla ricaduta del 1° rimbalzo, ma di entità inferiore
- 3° rimbalzo: dovuto al ritorno del 2° rimbalzo, con un'escursione decisamente inferiore.
- Penzolamento: quando i tre rimbalzi e dondolamenti sono finiti si rimane appesi all'elastico. A questo punto in teoria si rimarrebbe a testa in giù, con un conseguente afflusso di sangue alla testa, ma per evitarlo la corda di sicurezza nel suo primo tratto è munita di nodi per permettere al saltatore di risalire a mano verso i piedi, attaccarsi alle maniglie poste nel terminale dell'elastico e attendere la discesa o la risalita.
- Discesa: in questa fase, tramite un motore elettrico posto alla pedana di lancio, viene rilasciata la corda, permettendo così al personale posto a terra di recuperare il saltatore e liberarlo dalle imbragature.
- Risalita della corda: in questa fase l'elastico è libero dal saltatore e sempre tramite motore viene parzialmente riavvolto verso l'alto. La fase di recupero del terminale viene effettuata a mano dal personale che, dopo averlo recuperato, lo ricollega ad un altro saltatore.

## Controindicazioni
Con controindicazioni si intende quell'insieme di affezioni o patologie non compatibili con la pratica di questo sport. 
- cardiopatie di qualsiasi natura: agitazione e paura, la forte accelerazione, lo strattone del primo rimbalzo possono interagire
- ipertensione arteriosa: agitazione e paura, la forte accelerazione, lo strattone del primo rimbalzo possono interagire
- sincopi o svenimenti di qualsiasi natura: questo può creare grossi problemi nella fase di recupero del saltatore
- alterazioni strutturali delle vie arteriose e venose: a causa della forte decelerazione e strattone.
- danni dell'apparato scheletrico, muscolo-tendineo e delle articolazione: lo strattone può creare grossi danni, in presenza di ulteriori stati patologici
- patologie otorinolaringoiatria con disturbi dell'equilibrio: i centri vestibolari vengono sollecitati dallo strattone e dai rimbalzi
- patologie neurologiche centrali e periferiche (paralisi, paresi, epilessia, ecc.), psicosi, nevrosi importanti.
- patologie dell'apparato genito-urinario
- stato di gravidanza: forte decelerazione del feto, rischio di distacco della placenta, lesioni al feto
- patologie oculistiche (miopia grave, miopia degenerativa, glaucoma, ecc.): a testa in giù aumenta l'afflusso di sangue agli occhi
- soggetti sotto l'influsso di droga e alcool

## Primati

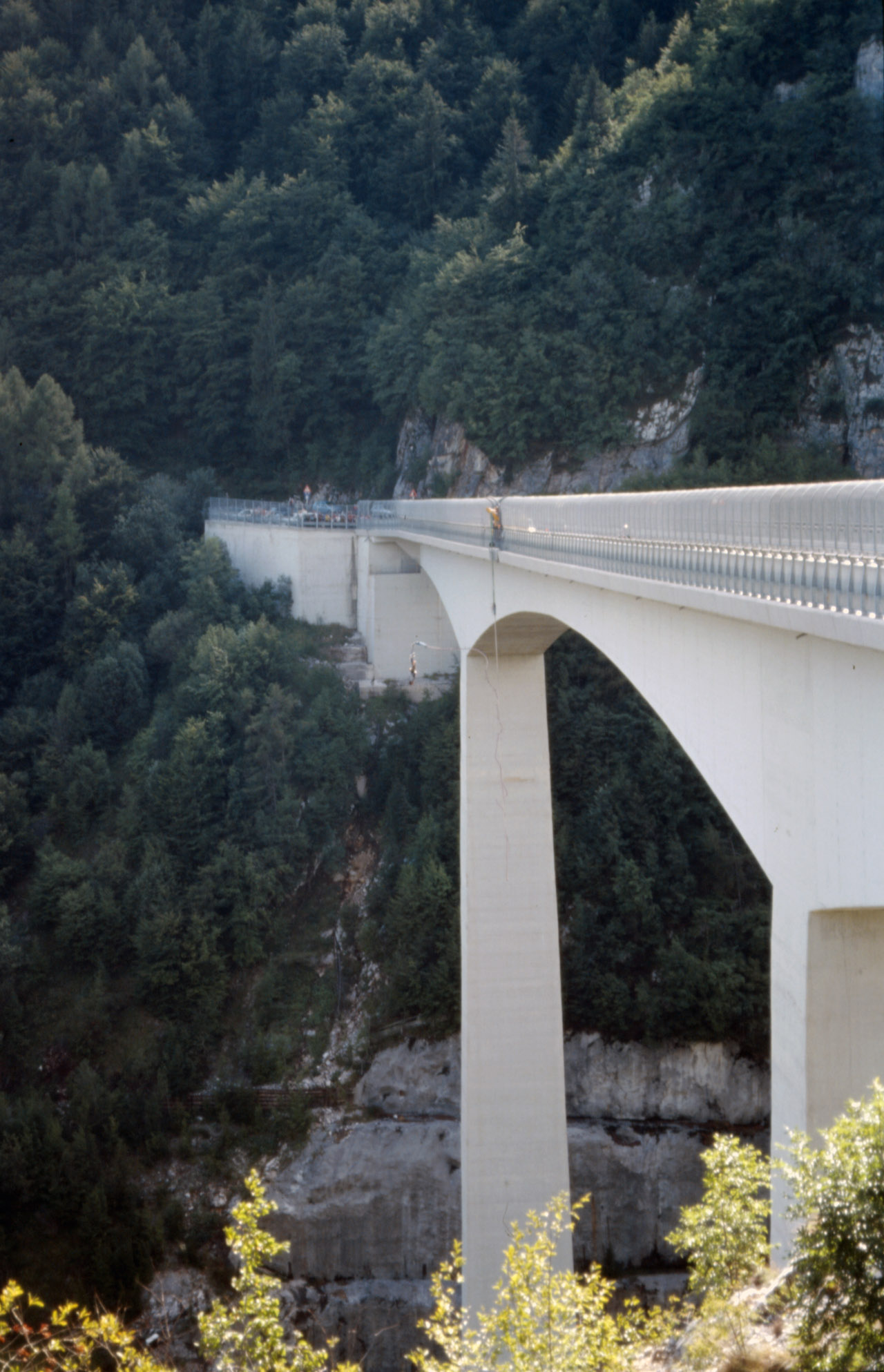
Tuffatore dal Ponte Valgadena

Il salto più alto del mondo si trova in Cina a Macao, dove ci si può lanciare dalla Macau Tower alta ben 233 m (764 piedi). Lì, è inoltre possibile provare lo Skyjump (un salto decelerato più lento) e la Skywalk X, che permette ai clienti di camminare e testare le proprie paure sempre in cima alla torre. Il secondo salto più alto si trova invece in Svizzera, nei pressi di Locarno; ci si lancia dalla diga idroelettrica della Val Verzasca dall'altezza di 220 m. Questo salto è molto conosciuto poiché venne utilizzato per girare la prima scena del film 007: James Bond, Agente 007 - GoldenEye.
Il terzo "Bungee Jumping" del mondo è invece in Sudafrica, presso Plettenberg Bay; il salto avviene da un ponte sul fiume Bloukrans, da 216 m di altezza. Sempre nell'Africa meridionale, in Zambia, si può saltare da un ponte nei pressi delle Cascate Vittoria, da 111 m di altezza.
In assoluto, il salto più alto si troverebbe negli Stati Uniti al Royal Gorge Bridge, in Colorado, da una piattaforma la cui altezza è di 321 m; questo salto è stato tuttavia possibile solo due volte fino ad oggi (2007), la prima volta il 6-7 ottobre 2005 e la seconda il 14-16 settembre 2007 in occasione dei "Royal Gorge Go Fast Games", manifestazione durante la quale si pratica normalmente il B.A.S.E. Jumping.
In Europa è rinomato il salto dalla Donauturm ("Torre sul Danubio") a Vienna.
In Italia, il salto più alto è dal ponte Valgadena, un viadotto che si trova nell'Altopiano di Asiago (Vicenza), di ben 175 metri, nella strada che collega Foza ad Enego. Sempre in Italia è attivo a Mosso (oggi Valdilana), provincia di Biella, il primo bungee jumping center italiano, installato presso il viadotto di località Pistolesa.
Altezze più elevate si possono raggiungere saltando, per esempio, da una mongolfiera e da elicottero. Nel 2008 a Lesa sul lago Maggiore la società che gestisce il primo bungee center d'Italia riuscì, per prima in Europa, ad organizzare 40 lanci in un solo giorno da elicottero ad una quota di 450 metri sul lago.